# Theodora av Grekland och Danmark
Theodora av Grekland och Danmark, född 1906, död 1969, var en grekisk och dansk prinsessa. Hon var syster till prins Philip, hertig av Edinburgh, som var gift med drottning Elizabeth II av Storbritannien. 
Hon var dotter till prins Andreas av Grekland och Danmark och Alice av Battenberg. Hon gifte sig 1931 med Berthold av Baden. 
Hon blev aldrig medlem av nazistpartiet under Hitlertiden, och liksom sin make tog hon avstånd från nazismen. Under kriget verkade hon inom röda korset. På grund av de tyskfientliga känslorna efter kriget blev hon inte inbjuden till sin bror prins Philips bröllop med den brittiska tronföljaren Elizabeth år 1947. 